# Sandi Češko
Sandi Češko, slovenski podjetnik, politolog in politik, * 13. januar 1961.

## Življenjepis
Kariero je začel v računalniškem podjetju, ki ga je ustanovil s prijatelji, nato pa je z Livijo Dolanc aprila 1992 ustanovil družinsko podjetje Studio Moderna za trženje medicinskega pripomočka Kosmodisk. Studio Moderna je postala eno vodilnih podjetij za »omnichannel« trženje v Srednji in Vzhodni Evropi, prisotno v več kot 20 državah. Nekaj let je bil najbogatejši Slovenec. Podjetje Studio Moderna je šlo leta 2023 v stečaj.Ob stečaju je podjetju ostalo dolžno mnogim upnikom, od dobaviteljev do bivših zaposlenih.in kupcev. Ugibanja o finančnih malverzacijah s katerimi naj bi Češko in najbližji izčrpavali podjetje ne poniknejo.
Trenutno vodi globalno širitev blagovne znamke Dormeo in tehnologije Octaspring, ki se uporablja v letalski, avtomobilski industriji in industriji pohištva.

### Politika
Med letoma 1992 in 1997 je bil član Državnega sveta Republike Slovenije. Leta 2004 je soustanovil politično društvo Forum 21 in postal član njegovega upravnega odbora. Je član stranke Socialni demokrati (SD).